# Renê Rodrigues Martins
Renê, vollständiger Name Renê Rodrigues Martins, (* 14. September 1992 in Picos, PI) ist ein brasilianischer Fußballspieler. Er wird auf der Position eines linken Abwehrspielers eingesetzt, alternativ auch im linken Mittelfeld. Sein spielstarker Fuß ist der linke.

## Verein
Renê begann seine Karriere in den Nachwuchsbereichen des SE Picos und Sport Recife. Bei Zweitem gelang Renê 2012 der Sprung in den Profikader. In der Staatsmeisterschaft von Pernambuco stand er am 15. Januar 2012, dem ersten Spieltag des Turniers in der Startformation. In dem Wettbewerb geang Renê auch sein erstes Tor als Profi. Am siebten Spieltag, am 5. Februar 2012 traf Sport auswärts auf Serra Talhada FC. In dem Spiel erzielte er das Führungstor zum 1:0 in der 55. Minute (2:1). In dem Jahr gab Renê auch sein Debüt in der Série A. Im Heimspiel gegen den CR Flamengo am 19. Mai 2012, dem ersten Spieltag der Série A 2012 wurde Renê in der 62. Minute für Thiaguinho eingewechselt. In der Saison kam er noch zu 13 weiteren Ligaeinsätzen. Ein Tor gelang ihm dabei nicht. Am Ende der Saison musste Sport als 17. der Tabelle in die Série B absteigen. In der Saison 2013 kam Renê nur zu wenigen Einsätzen. Nachdem Sport in der Série B 2013 Tabellendritter wurde, stieg dieser wieder zur Saison 2014 in die Série A auf. In dem Jahr kam Renê dann auch wieder vermehrt zu Spielen: So bestritt er in der Meisterschaft alle 38 Spiele (kein Tor) in der Startformation und konnte mit der Staatsmeisterschaft und dem Copa do Nordeste die ersten Erfolge feiern. Trotz seiner zahlreichen Einsätze gelang dem Abwehrspieler erst in der Saison 2015 sein erstes Tor in der Série A. Am 22. August 2015, dem 20. Spieltag, erzielte er im Auswärtsspiel beim Figueirense FC in der 32. Minute den Führungstreffer zum 1:0 (1:2). 2014 gab Renê auch sein Debüt auf internationaler Klubebene. In der Copa Sudamericana 2014 traf Sport am 28. August 2014 in der zweiten Runde zuhause auf den EC Vitória. Nachdem auch beide Spiele verloren gingen, schied Sport aus dem Turnier aus. Aufgrund seiner Leistungen verlängerte Sport den Vertrag mit Renê im September 2014 bis Ende 2017. 2015 scheitere der Klub in der Copa Sudamericana erst im Achtelfinale am Club Atlético Huracán. In dem Turnier bestritt Renê alle vier Spiele.
Im Februar 2017 wurde der Wechsel von Renê zum CR Flamengo nach Rio de Janeiro bekannt. Für 50 % der Transferrechte zahlte Flamengo 3,2 Millionen Real an Sport. Der Kontrakt erhielt eine Laufzeit über drei Jahre. Seinen ersten Einsatz für Flamengo bestritt Renê bereits sieben Tage nach seiner Verpflichtung. in der Primeira Liga do Brasil 2017 trat er am 16. Februar gegen América Mineiro an. In dem Heimspiel stand Renê bereits in der Startelf. In der zeitgleich ausgetragenen Staatsmeisterschaft von Rio de Janeiro bestritt sieben Spiele. In denen erzielte er ein Tor, welches zum Gewinn des Titels durch Flamengo beitrug. Das Tor gelang Renê im Heimspiel gegen den Bangu AC am 22. März 2017. Bei dem 3:0-Sieg traf er in der 72. Minute zum 1:0. Das erste Spiel in der Série A für Flamengo bestritt Renê am 13. Mai 2017 im Spiel gegen Atlético Mineiro. In der Saison kam er noch zu 16 weiteren Spielen in der Meisterschaft. 2018 konnte er sich dann in der Mannschaft als Stammspieler etablieren. Der Klub erreichte in der Meisterschaft 2018 den zweiten Tabellplatz. Renê stand dabei in 34 von 38 möglichen Spielen auf dem Platz, davon 33 Mal in der Anfangsformation. Am Ende der Saison erhielt Renê die Auszeichnungen des Bola de Prata und Prêmio Craque do Brasileirão. Mit Flamengo gewann er am 23. November 2019 2019 die Copa Libertadores. Einen Tag später fiel in der brasilianischen Meisterschaft 2019 die Vorentscheidung zu Gunsten von Flamengo und Renê konnte auch diesen Titel feiern. Der Titel konnte 2020 erfolgreich verteidigt werden. Nach Beendigung der erfolgreichen Titelverteidigung der Staatsmeisterschaft von Rio de Janeiro 2022 verließ Renê, trotz noch bis Ende des Jahres laufenden Vertrages, mit sechs Toren in 207 offiziellen Spielen, den Klub.
Renê schloss sich dem Série-A-Konkurrenten SC Internacional an. Bei dem Klub spielte er bis Saisonende 2024, ohne weitere Erfolge erzielen zu können. Dann ging er aböosefrei zurück nach Rio de Janeiro, wo er sich Flamengos Lokalrivalen dem Fluminense FC anschloss. Der Kontrakt erhielt eine Laufzeit über zwei Jahre.

## Erfolge
Sport
- Copa do Nordeste: 2014
- Staatsmeisterschaft von Pernambuco: 2014
- Taça Ariano Suassuna: 2015, 2016, 2017

Flamengo
- Staatsmeisterschaft von Rio de Janeiro: 2017, 2019, 2020, 2021
- Taça Guanabara: 2018, 2020, 2021
- Taça Rio: 2019
- Copa Libertadores: 2019
- Brasilianischer Meister: 2019, 2020
- Supercopa do Brasil: 2020, 2021
- Recopa Sudamericana: 2020

## Auszeichnungen
- Copa do Nordeste Auswahlmannschaft: 2014 mit Sport
- Staatsmeisterschaft von Pernambuco Auswahlmannschaft: 2014, 2016 mit Sport
- Bola de Lata Auswahlmannschaft: 2016 mit Sport
- Bola de Prata: 2018 mit Flamengo
- Prêmio Craque do Brasileirão Auswahlmannschaft: 2018 mit Flamengo